# Ẋ
Ẋ is een letter uit het Tsjetsjeense Latijnse alfabet. De letter representeert de klank /ħ/. De latijnse vorm wordt minder gebruikt sinds het Cyrillische alfabet werd ingevoerd.